# Оряву (Бузеу)
Оряву (рум. Oreavu) — село у повіті Бузеу в Румунії. Входить до складу комуни Валя-Римнікулуй.
Село розташоване на відстані 126 км на північний схід від Бухареста, 29 км на північний схід від Бузеу, 78 км на захід від Галаца, 114 км на схід від Брашова.

## Населення
За даними перепису населення 2002 року у селі проживали 2362 особи, усі — румуни. Усі жителі села рідною мовою назвали румунську.